# 레미콘
레미콘은 시멘트와 골재 등을 공장에서 미리 배합하여 현장으로 운반하여 타설하는 콘크리트를 부르는 말이다. 보통(콘크리트) 믹서트럭(mixer truck or concrete mixing transport truck)또는 애지테이저(영어: agitator)로 부르는 전용 트럭으로 운반한다. 콘크리트 전용 배합 공장(영어: concrete batch plant 콘크리트 배치 플랜트[*])에서 재료를 정확하게 계량하고 기계로 자동화하여 배합하므로, 현장에서 인력 등으로 배합할 때보다 정확한 품질을 얻을 수 있는 장점이 있다.

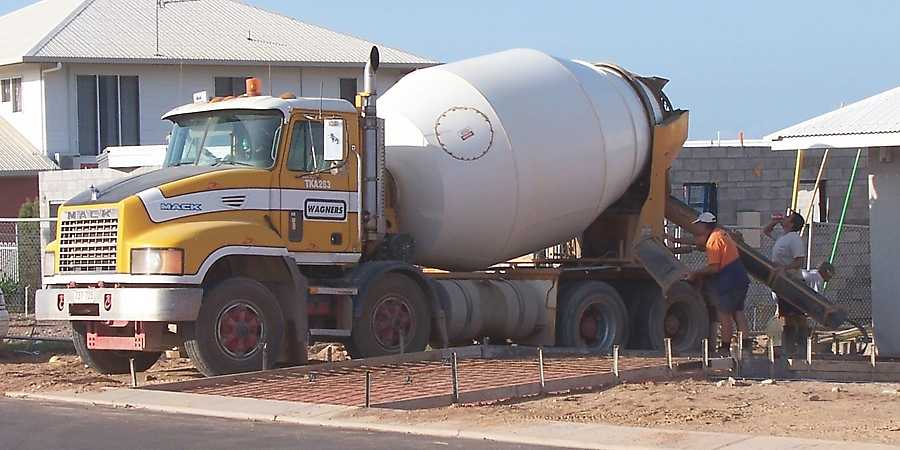
7 입방미터 용량의 운반차

회반죽차의 교반기에서 출구로 굳지 않은 콘크리트를 내보내는 단순한 아르키메데스 회전판 원리

## 어원
영어로는 '미리 배합된 콘크리트'라는 뜻의 레디믹스트 콘크리트(ready-mixed concrete, RMC)로 부른다. 일본어로는 레디미쿠수토콘크리토(レディーミクストコンクリート)인데, 줄여서 레미콘(レミコン)으로 부른다. 대한민국에서는 일본어투 생활용어로 지적되어 순화한 용어인 반죽 콘크리트(차), (양)회반죽(차)를 사용하도록 하고 있다.

## 역사
1903년 독일 스타른베르크에서 건설업자 J.H. 마겐스(J. H. Magens)가 세계 최초로 레미콘 플랜트를 만들어 레미콘 제조의 특허를 받았으며, 제2차 세계대전이 끝난 1954년부터 기업적인 성장을 보였다. 미국에서는 1913년 메릴랜드주 볼티모어시에 레미콘 공장이 세워졌다. 샌트럴믹스(central mix) 방식으로, 플랜트에서 반죽하여 덤프트럭으로 운반하였기 때문에 품질이 불량하여 1926년에 트럭믹서가 발명되어 급속히 발전했다. 1950년에는 미국 1,320개 도시에 1,700개의 공장이 건설되었으며, 연간 생산량은 3,800만 입방미터에 이르렀다. 일본에서는 1949년 이와끼시멘트(주)가 도쿄콘크리트공업(주)을 설립하여, 도쿄에 처음으로 공장을 세워 1일 약 150m3 생산했다.

### 대한민국
대한민국에서는 1965년 7월 쌍용양회공업(주)(당시 대한양회)이 서빙고 공장을 최초로 세웠다. 2010년 12월 말 현재 106개 업체, 182개의 공장이 있으며, 배치 플랜트는 337기, 생산능력은 72,130m3/hr, 연간 144,260천m3, 회반죽차는 8,117대, 시멘트 사이로는 232,040톤의 용량을 보유하고 있다.

## 종류
굵은 골재 최대치수 25mm, 호칭강도는 21Mpa, 슬럼프 120mm가 전체의 80%를 차지하고 있으며, 골재치수, 압축강도, 슬럼프 등의 조합에 따라 100여개의 생산규격이 있다.

### 비비기와 운반방법에 따른 분류
- Central mixed concrete : 플랜트에서 완전 배합해서 운송
- Shrink mixed concrete : 반만 플랜트 배합, 나머지 반은 가면서 배합
- Transit mixed concrete : 재료만 싣고 배합하면서 운송

## 규격
레디믹스트 콘크리트의 규격에 대해 한국 산업 규격 KS F 4009로 규정하고 있다.
- 시멘트 : 포틀랜드시멘트, 고로슬래그시멘트, 프라이애시시멘트, 포틀랜드포졸란시멘트
- 골재 : 콘크리트용 골재, 콘크리트용 부순골재, 구조용 경량골재, 콘크리트용 동슬래그골재, 콘크리트용 고로슬래그 골재, 콘크리트용 순환골재, 콘크리트용 연슬래그 골재
- 혼화재료 : 콘크리트용화학혼화제, 콘크리트용방청제, 콘크리트용팽창제, 콘크리트용고로슬래그미분말, 콘크리트용실리카퓸, 플라이애시

## 믹서트럭

### 용량
현대에 쓰이는 믹서트럭(mixer truck)은 1926년 미국에서 처음 개발되었으며 일본에서는 1952년부터 기계식을 만들었고, 1955년에 유압식이 개발되었다. 대한민국에서는 처음에 3.5m3 용량의 트럭 에지테이터를 수입했고, 1978년부터 7.5m3 용량의 대형 트럭 에지테이터를 만들기 시작했으며, 근래에는 도로사정 등으로 인하여 적재량의 한도를 6m3로 규제하고 있다.

### 운반 시간
레미콘은 만든 후 1시간이 지나면 유동성이 급격히 떨어진다. 따라서 레미콘은 제조 후 60분 이내(최대 90분내)에 타설해야 한다. 따라서 미국 등 국토가 넓은 나라에는 트레일러와 트럭 새시에 시멘트, 골재 등 재료 탱크와 배합장치 등을 탑재한 모빌 믹서(volumetric mobile mixer)가 쓰인다.

## 같이 보기
- 콘크리트
- 시멘트

## 참고
- 한일시멘트